# Linda G. Thompson
Linda G. Thompson, geborene Uebelherr (* 21. September 1948 in Gersthofen, Bayern), ist eine deutsche Popsängerin. Ihre größten Erfolge hatte sie als Mitglied der Gruppe Silver Convention.

## Biografie
Linda G. Thompson veröffentlichte ihre erste Single 1964, damals unter dem Pseudonym „Gigi“. Mitte der 1960er Jahre ersetzte sie bei den Cornely Singers Katharina Cornely, die Tochter von Frank Cornely. 1969 war sie Mitgründerin des Vokalensembles Love Generation, das sie 1971 verließ.
In den 1970er Jahren sang sie zunächst bei den The Les Humphries Singers, ab 1975 dann gemeinsam mit Penny McLean und Ramona Wulf bei Silver Convention. Die drei Sängerinnen feierten mit Get Up and Boogie und Fly Robin Fly Welterfolge und schafften es mit letzterem bis auf Platz 1 der Billboard-Charts in den USA. Damit gelang ihr zusammen mit Ramona Wulf als erster deutschen Frau ein Nummer-eins-Hit in den USA. 1975 wurde Thompson für ihre Darbietung in Fly Robin Fly mit einem Grammy ausgezeichnet. Ende 1976 wurde sie in der Gruppe durch die New Yorkerin Rhonda Heath ersetzt. In ihrer Zeit mit dem Erfolgstrio war sie als Sängerin tatsächlich nur auf den Tracks der zweiten LP Get Up And Boogie aktiv. Wie Wulf und McLean sang sie nicht eine Note auf der ersten LP und ist tatsächlich weder auf Save Me noch auf Fly Robin Fly zu hören. Alle Titel des ersten Albums wurden von Betsy Allen, Roberta Kelly, Gitta Walther, Lucy Neale und Jackie Carter eingesungen.
Sie veröffentlichte bis 1980 Singles sowohl als Solistin als auch im Duett mit Jerry Rix. Mit ihm und dem Titel Wochenende belegte sie 1979 bei der deutschen Vorentscheidung zum Eurovision Song Contest den elften Platz. 1981 trat sie erneut bei der deutschen Vorentscheidung zum Eurovision Song Contest auf, diesmal als Leadsängerin des Damenquartetts The Hornettes mit dem Song Mannequin und erreichte dabei den zweiten Platz. In der deutschen Verkaufshitparade erreichte dieser Titel im Frühjahr 1981 Rang 27. Die Gruppe war bis in die frühen 1990er Jahre regelmäßig in deutschen Fernsehsendungen und auf nationalen und internationalen Konzertbühnen zu sehen.
2010 war sie Teilnehmerin der Koch-Show Das perfekte Promi-Dinner. Thompson lebt in München, ist weiterhin als Musikerin aktiv (auch mit einigen Mitgliedern der zwischenzeitlich wiedervereinten Les Humphries Singers) und tritt auf Galas, Empfängen und Festivals auf. Hin und wieder arbeitet sie als Fotostylistin.

## Diskografie (Auswahl)
- 1964 Dann ging das Telefon / Verliebte Geigen (als „Gigi“; Single)
- 1972 Mexico (Les Humphries Singers)
- 1973 Kansas City (Les Humphries Singers)
- 1975 Fly Robin Fly (Silver Convention)
- 1976 Get Up and Boogie (Silver Convention)
- 1976 Ooh What a Night
- 1978 Du bist schuld, daß uns’re Kinder so aussehn wie Du (mit Jerry Rix)
- 1979 Mockin’ Bird Hill
- 1979 Wochenende (mit Jerry Rix)
- 1980 Flight to Fantasy
- 1981 Mannequin (The Hornettes)
- 1981 Waikiki Tamouré (The Hornettes)